# Sepsis
Sepsis (grekiska: Σήψις, ”förruttnelse”) eller blodförgiftning är en medicinsk term som betecknar ett potentiellt dödligt tillstånd med en kraftig generell inflammatorisk reaktion, orsakad av en infektion. Patienter med sepsis av olika orsaker är relativt vanliga på olika sorters slutenvårdsavdelningar och tillståndet är en ledande dödsorsak på intensivvårdsavdelningar. Sjukdomen medför flera negativa konsekvenser inklusive avsevärd morbiditet, hög mortalitet samt långa vårdtider och dyra vårdkostnader för sjukvården.  Grundbehandlingen är antibiotika och intravenös vätska, i regel efter att först snabbt ha säkrat relevanta odlingar, särskilt blododling. Syrgasbehandling ges vid behov och vid septisk chock blir ofta intensivvård och användning av vasopressorer aktuellt.

## Definition och sjukdomsbild

### Sepsis-3
År 2016 publicerade en internationell arbetsgrupp den senaste versionen av definitionen av och diagnostiska kriterier för sepsis och septisk chock och sedan 2018 används dessa i svensk sjukvård.
Sepsis är ett tillstånd av livshotande organdysfunktion som orsakas av stört systemiskt svar på infektion. Sepsis föreligger enligt europeisk terminologi när en akut infektion orsakar organdysfunktion motsvarande en ökning av ≥2 SOFA-poäng (sequential organ failure assessment score, gällande andningssystemet, blodkoagulering, lever-funktion, hjärt- och kärlsystemet, nervsystemet och njur-funktion) i förhållande till värden före sepsis.
Septisk chock är en undergrupp av sepsis och föreligger vid därtill kvarstående lågt blodtryck som kräver blodtryckshöjande medicin för att upprätthålla ett medelartärtryck ≥65 mmHg tillsammans med laktat >2 mmol/l trots adekvat vätsketillförsel.
Phoenix sepsis score anges vara pediatrikens motsvarighet till SOFA score.

### Sequential Organ Failure Assessment Score (SOFA)
Ett poängsystem som används för att bedöma funktionen hos flera organsystem i kroppen, inklusive det respiratoriska, kardiovaskulära, neurologiska, lever-, njur- och koagulationssystemet. Systemet används främst inom intensivvård för att utvärdera sjukdomens svårighetsgrad och prognos, särskilt vid sepsis.

#### Beräkning
SOFA-poängen baseras på specifika kliniska och laboratoriemässiga parametrar för sex organsystem:
- Respiratorisk funktion: PaO₂/FiO₂-kvot
- Koagulationsfunktion: Antal trombocyter
- Leverfunktion: Bilirubinnivå
- Kardiovaskulär funktion: Genomsnittligt arteriellt blodtryck och behov av vasopressorer
- Centrala nervsystemet (CNS): Glasgow Coma Scale (GCS)
- Njurfunktion: Kreatinin och urinproduktion

Varje organsystem tilldelas en poäng mellan 0 (normal funktion) och 4 (svår organsvikt). Den totala SOFA-poängen erhålls genom att summera poängen för de sex organsystemen, vilket ger en indikation på graden av organsvikt.
Den initiala SOFA-poängen kan antas vara noll hos patienter där tidigare organsvikt inte är känd.
En högre SOFA-poäng är kopplad till en ökad sannolikhet för dödlighet.

## Epidemiologi
Sepsis kan drabba personer som annars är fullt friska, men spädbarn och äldre löper större risk, liksom personer med andra bakomliggande sjukdomar eller nedsatt immunförsvar. Patienter som vårdas på intensivvårdsavdelningar är en särskild riskgrupp på grund av deras underliggande sjukdom. Varje år drabbas i Sverige uppskattningsvis 50 000-70 000 av sepsis.

### Mortalitet (risk att avlida)
Uppskattningsvis avlider mer än 5,3 miljoner människor i världen årligen i sepsis, men det är mycket stora variationer beroende på vilken vård som kan erbjudas den sjuka och inte minst vilken definition som används för begreppet "sepsis". Vid högkvalificerad vård anges i Västeuropa, Australien och USA dödligheten vara i storleksordningen 15-20% vid en etablerad sepsis, det vill säga inte enbart att bakterier har påvisats i blodet utan även tydliga kliniska symtom, medan motsvarande i utvecklingsländer är mer än 50% dödlighet. Dödligheten vid svår sepsis och septisk chock är hög i Sverige, där mer än var tredje patient avlider inom tre månader efter behandling på intensivvård. 

## Orsak

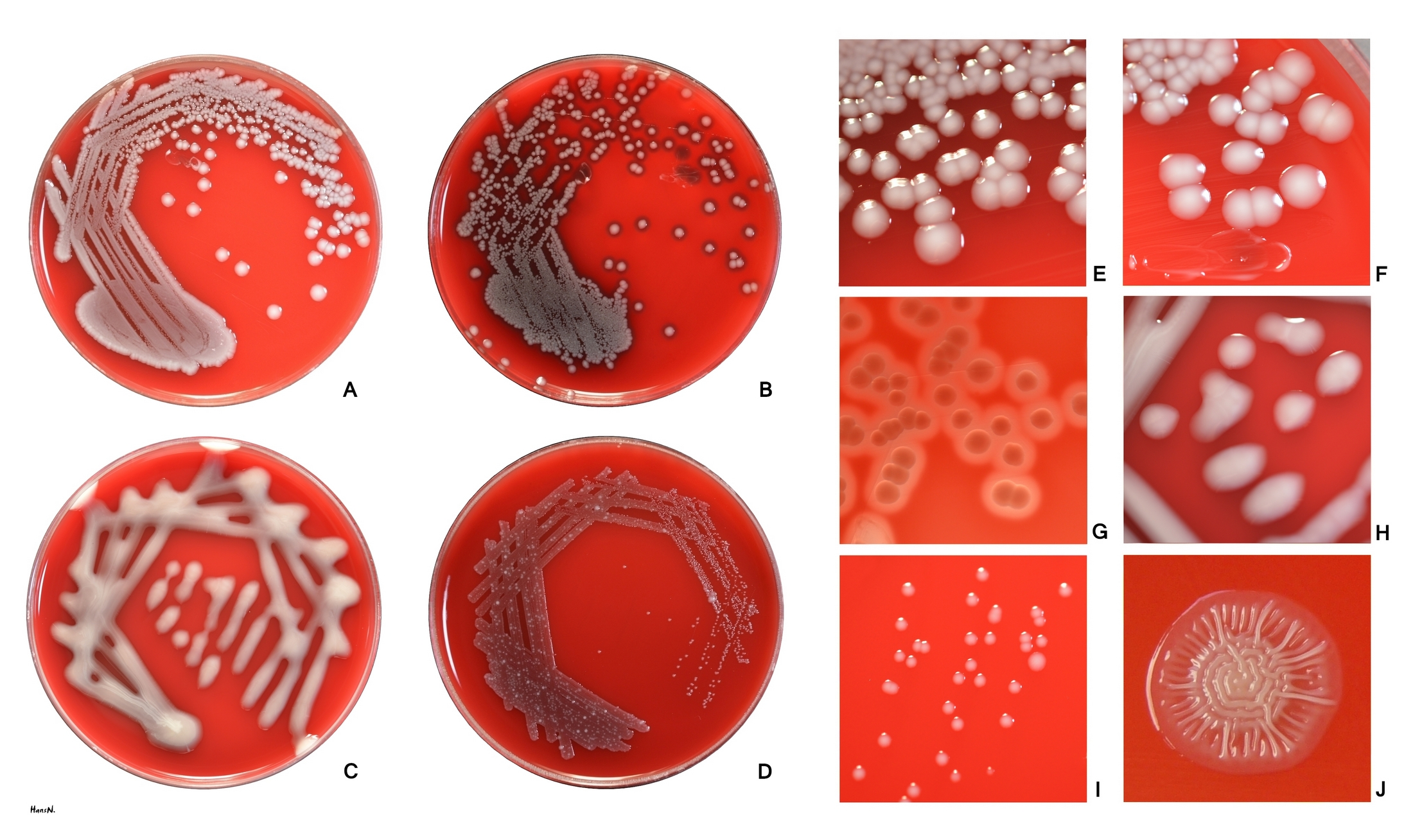
E. coli vanligt agens vid urosepsis

Sepsis kan orsakas av bakterier, och i ungefär 70% av bakteriell sepsis är orsaken gramnegativa bakterier, vilket har gett upphov till den på svenska ganska ovanliga synonymen endotoxisk chock. Endotoxiner är lipopolysackarider (LPS) i bakteriecellväggar som består av en fettsyra (lipid A) och ett polysackaridhölje och aktiverar immunförsvaret via Toll-liknande receptor 4 (TLR4). Liknande immunförsvarsaktiverande ytstrukturer finns hos svampar och grampositiva bakterier som också orsakar sepsis, till exempel peptidoglykaner och lipoteikonsyra (LTA). De bakterier som vanligen orsakar sepsis är Escherichia coli, gula stafylokocker (Staphylococcus aureus) och pneumokocker. Vid sjukhusförvärvad infektion är också koagulasnegativa streptokocker, enterokocker och Pseudomonas aeruginosa relativt vanliga agens. Vanliga infektionsfokus är lungor, urinvägar, hud- och mjukdelar och buk, liksom oklart eller okänt fokus.

### Sjukdomsmekanism
Patofysiologin vid sepsis är komplex och involverar en omfattande kaskad av cytokiner och övriga signalsubstanser mer eller mindre löst associerade med immunförsvaret som en respons på den angripande mikrobens ytstrukturer, till exempel LPS. Nivån av akutfasreaktanter som C-reaktivt protein (CRP) och olika interleukiner tenderar att öka snabbt, medan nivån av vita blodkroppar kan fluktuera och vara såväl kraftigt förhöjd, som normal eller som sänkt beroende på jämvikten mellan stimulering och extravasation till infekterad vävnad.
De sekundära effekterna av cytokinkaskaden ses på både cell- och organnivå. Blodkärlen blir mer genomsläppliga och kärlen tenderar att vidgas vilket leder till den vid sepsis välkända och i förlängningen livsfarliga blodtryckssänkningen. Syretillförseln till livsviktiga organ hämmas vilket leder till hypoxi och acidos. Resultatet kan bli sänkt medvetandetillstånd, akut njursvikt, leversvikt, men även i svåra fall förbrukning av koagulationsfaktorer, trombocytopeni och akut hjärtsvikt. Döden vid svår sepsis och septisk chock sker i regel genom cirkulatorisk kollaps. Även överlevare av allvarliga blodförgiftningar kan vara märkta efter spontanamputationer av allt från enstaka fingrar till hela extremiteter medierat av disseminerad intravasal koagulation (DIC) som ett resultat av triaden hypoxi, hypovolemi och acidos.

### Symtom
Symtomen kan variera från patient till patient men är ofta feber, mycket svår sjukdomskänsla och matthet samt sänkt allmäntillstånd. Finns en lokal infektion i lungor eller urinvägar kan lokala symtom som andfåddhet och hosta eller flanksmärta och urinträngningar, men det är inte säkert att ett infektionsfokus vid sepsis ger tydliga eller ens några specifika symtom. Inte sällan förekommer illamående och kräkning eller lös avföring, vilket kan misstolkas som till exempel gastroenterit.
Vid undersökningen ses ofta en höjd puls (mer än 90 eller 100 slag/minut), och höjd andningsfrekvens (mer än 20 andetag/minut), lågt blodtryck och en kroppstemperatur lägre än 36 eller högre än 38 °C. Undersökningen kan också ge misstanke om var infektionen har sitt ursprung. Blodprover kan visa förhöjd eller sänkt halt av vita blodkroppar (< 4 x 109 eller >12 x 109 celler/L). Vid svår sepsis kan blodprover visa försämrad hjärt-, njur- och leverfunktion och/eller sänkta nivåer av blodplättar.

## Handläggning

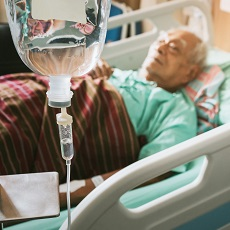
Sepsispatient med pågående dropp

Behandlingen inleds så fort som möjligt med antibiotika och intravenös vätska. Blododlingar ska alltid tas före antibiotikabehandlingen påbörjas annat än i yttersta nödfall. Antibiotika dödar bakterier eller hämmar deras celldelning och proliferation. Vätska ges för att motverka blodtryckssänkning orsakad av kärlvidgning. Vid hypoxi ges syrgas. I svåra fall där vätska och antibiotikabehandling inte räcker för att återställa normalt blodtryck flyttas patienten till intermediärvård eller intensivvård för behandling med vasopressorer.
Val av antibiotika är en sammanvägning av epidemiologiska överväganden (samhälls- eller sjukusförvärvad infektion), sannolikt ursprung (lungor, njure, buk med flera), patientens sjukdomar inklusive eventuell genetisk eller farmakologiskt förvärvad immunbrist och sjukdomens svårighetsgrad. Vanliga preparat för grundbehandling i en svensk kontext är cefotaxim, piperacillin/tazobaktam, metronidazol, och karbapenemer. Aminoglykosider är en vanlig tilläggsbehandling vid svårare tillstånd inklusive septisk chock. Vancomycin används vid misstanke om eller verifierad infektion med MRSA. Ytterligare preparat kan vara aktuella vid förhållandevis ovanliga orsaker till blodförgiftning som hjärnhinneinflammation och nekrotiserande fasciit.

## Sepsisbegreppets historia
Det finns en del begreppsförvirring kring sepsis som koncept. Dels eftersom flera olika termer som: septikemi, sepsis, septiskt syndrom, svår sepsis och septisk chock har använts för att beskriva olika närbesläktade varianter av samma tillstånd. Att termerna även har något olika definitioner i olika klassificeringssystem har bidragit till att göra förvirringen kring tillståndet än värre. En första enhetlig definition lanserades 1992 i en forskningsartikel av två amerikanska intensivvårdsföreningar i det som kom att kallas sepsis-1. Definitionerna reviderades sedan och publicerades 2003 i uppdaterad form, numera kallad sepsis-2. Båda de första sepsis-definitionerna använde sig av SIRS-kriterierna som kom att kritiseras för bristande precision för att identifiera patienter med risk för allvarlig sjukdom vilket ledde till tillsättandet av en internationell arbetsgrupp vars betänkande publicerades under benämningen sepsis-3.

## Regeringsuppdraget mars 2025
Sjukvårdsminister Acko Ankarberg Johansson gav i mars 2025 Myndigheten för vård- och omsorgsanalys i uppdrag att kartlägga kunskapsstyrningen i andra länder gällande ”sjukdomar eller tillstånd med svagt kunskapsläge” som Postcovid och liknande tillstånd som ME/CFS, PANS/PANDAS och POTS. Man nämner även långvariga besvär efter Sepsis och Influensa.